# Lophosaurus boydii
Espèce
Synonymes
- Goniocephalus  boydii (Macleay, 1884)[1]
- Hypsilurus boydii (Macleay, 1884)[1]
- Tiaris boydii Macleay, 1884[1]

Statut de conservation UICN

 LC  : Préoccupation mineure

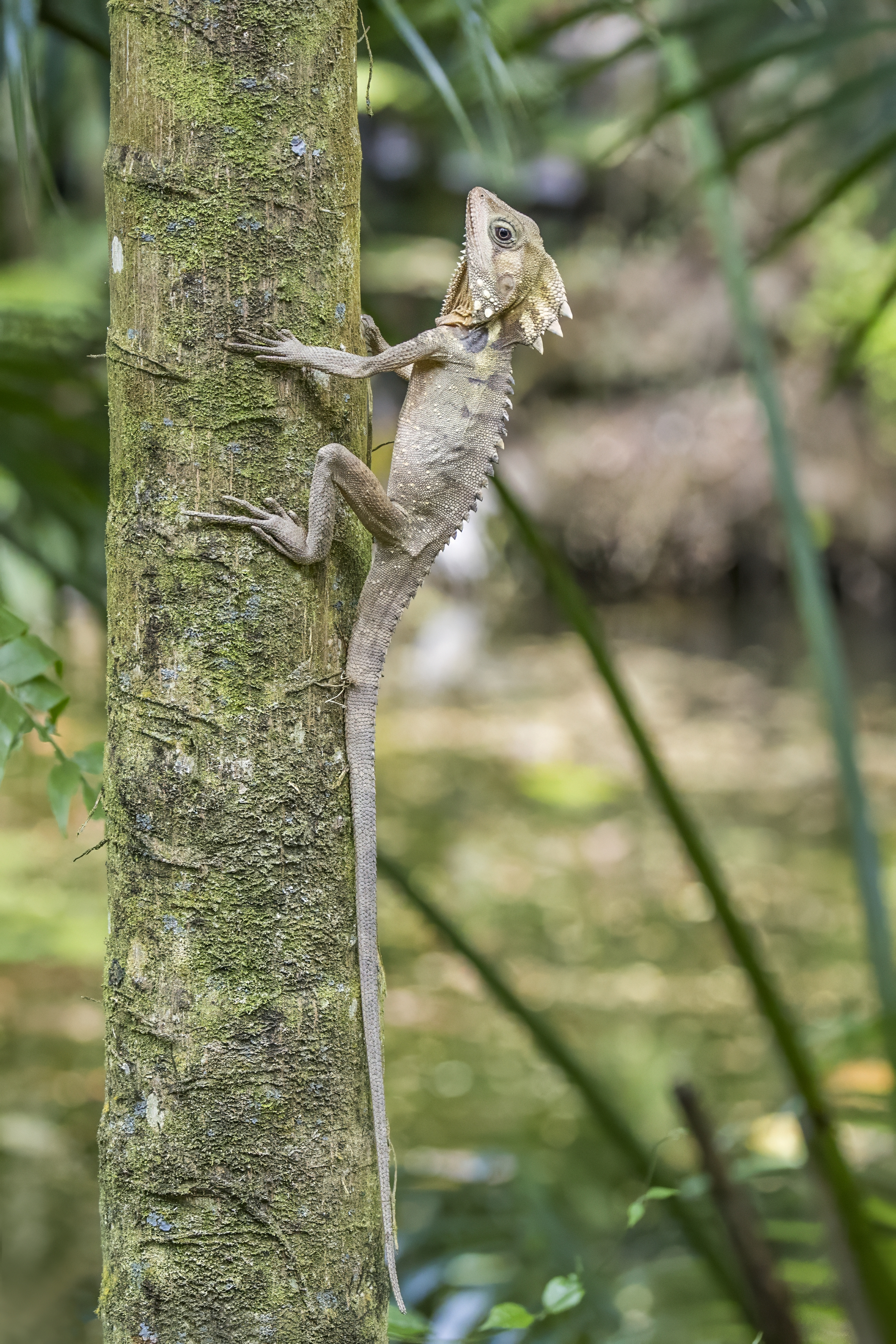
Lophosaurus boydii dans la Forêt de Daintree, Australie. Novembre 2023.

Lophosaurus boydii est une espèce de sauriens de la famille des Agamidae.

## Répartition
Cette espèce est endémique du Queensland en Australie.

## Étymologie
Cette espèce est nommée en l'honneur de John Archibald Boyd (1846–1926).

## Publication originale
- Macleay, 1884 : Notes on some reptiles from the Herbert River, Queensland. Proceedings of the Linnean Society of New South Wales, vol. 8, p. 432-436 (texte intégral).